# Casa de Proclo
La Casa de Proclo (en griego: Οικία Πρόκλου, romanizado: Oikía Próklou) era una antigua casa privada situada en la ladera sur de la Acrópolis de Atenas. Se cree que perteneció al filósofo neoplatónico Proclo. Las ruinas de la casa han sido excavadas en tiempos modernos. A menudo se hace referencia a ella como el Building Chi (Edificio Chi, χ).

## Historia
La casa es un edificio de finales del Imperio romano. Probablemente fue construida a principios del 400 d. C. por Plutarco de Atenas, fundador de la escuela neoplatónica de Atenas. Posteriormente pasó a Proclo. La revivida "Academia de Platón" neoplatónica aparentemente funcionó en el edificio durante varios años. El edificio fue abandonado en el siglo V d. C. después de que el emperador Justiniano ordenara a las autoridades atenienses que abolieran las ayudas públicas a las escuelas de filosofía.
La casa fue descubierta y parcialmente excavada en 1955 durante la construcción de la calle Dionysíou Areopagítou.

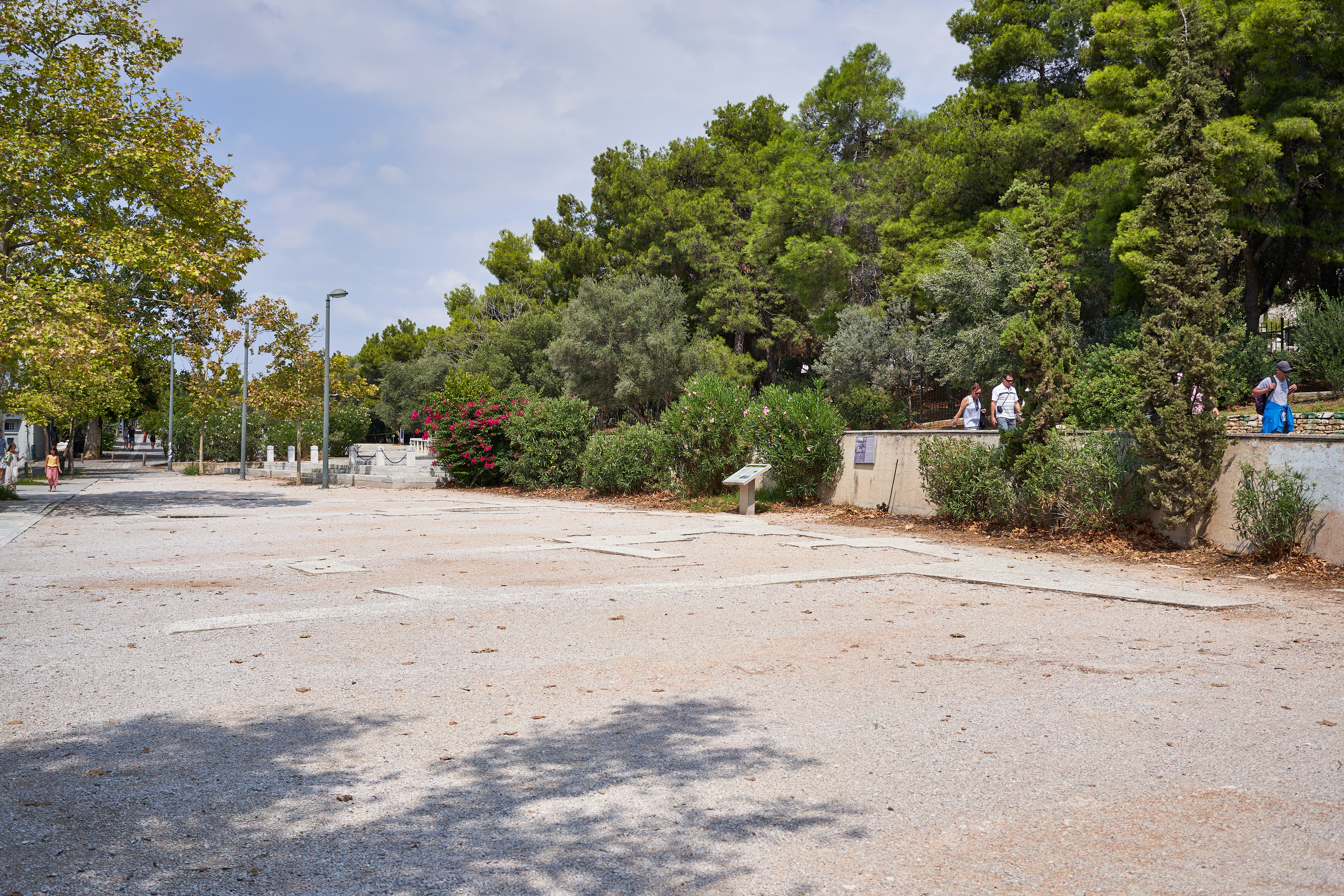
El emplazamiento de la casa.

Proclo era el jefe de la escuela neoplatónica y una figura prominente en la ciudad. El edificio se ha identificado como la casa de Proclo basándose tanto en fuentes textuales antiguas como en hallazgos arqueológicos. La fuente textual en la que se basa la identificación es la obra neoplatónica posterior de Marinos Vita Procli (Vida de Proclo). Marinos escribió que la casa de Proclo, donde sus predecesores Siriano de Alejandría y Plutarco de Atenas habían vivido anteriormente, estaba situada cerca del Asclepeion hecho famoso por Sófocles y el santuario de Dioniso junto al teatro de Dioniso. Según Marino de Neápolis, la casa también tenía vistas a la Acrópolis.
La mayoría de los estudiosos han considerado que los hallazgos arqueológicos apoyan la conclusión de que la casa encontrada era la de Proclo que se acaba de describir. La casa tiene una gran sala central con salas más pequeñas a su alrededor y un ábside con hornacinas, posiblemente para estatuas. La casa se utilizaba para sacrificios a los dioses y otros servicios, y en ella se han encontrado estatuas de divinidades, como la estatua de Cibeles, descrita por Marino como uno de los dioses adorados específicamente por Proclo. Es posible que el ábside se utilizara como sala de conferencias, sin embargo, también se ha cuestionado su identificación.
Tras las excavaciones, las ruinas de la casa se rellenaron y sobre ellas se construyó la calle Dionysíou Areopagítou. El contorno del edificio está marcado en la calle, en la confluencia de las calles Parthenónos y Dionysíou Areopagítou.